# 克賴恩鎮區 (明尼蘇達州斯特恩斯縣)
克賴恩鎮區（英語：Krain Township）是位於美國明尼蘇達州斯特恩斯縣的一個行政鎮區。

## 地方資料
克賴恩鎮區的面積為114.16平方千米，當中陸地面積為112.29平方千米，而水域面積為1.87平方千米。根據2020年美國人口普查的數據，當地共有人口984人，而人口密度為每平方千米8.62人。